# Friedrichsort
Friedrichsort, (Deens:Fredriksort), is een voormalig dorp, tegenwoordig stadsdeel, in het noorden van de Duitse stad Kiel in de deelstaat Sleeswijk-Holstein. Tot 1922 was Friedrichsort, gelegen aan de Kieler Fjord, een zelfstandige gemeente. Het oorspronkelijke dorp is vernoemd naar de Deense koning Frederik III.

## Geschiedenis
De geschiedenis van het dorp gaat terug tot 1631. De toenmalige Deense koning Christian IV bouwde in dat jaar, tijdens de Dertigjarige Oorlog, een vesting die Kiel moest verdedigen tegen de Zweden. Hij noemde de vesting Christianspries. Bij het einde van de Dertigjarige Oorlog werd de vesting ontmanteld. In 1663 liet Frederik III de vesting opnieuw optrekken, waarbij de vesting de naam Friedrichsort (Fredriksort) kreeg.
De vesting bleef Deens tot de Eerste Duits-Deense Oorlog. Tijdens die oorlog werd de vesting ingenomen door de Kieler Bürgerwehr om Kiel te beschermen tegen een inval van de Deense Marine. Na die oorlog werd de vesting deel van het verdedigingswerk van de marinehaven Kiel. Resten van de vesting, die in de Tweede Wereldoorlog meermaals werd getroffen door bombardementen, zijn nog steeds aanwezig.

## Kerk
De Bethlehemkirche dateert uit 1875. De houten kerk werd gebouwd als garnizoenskerk voor de marine. Tegenwoordig is het gebouw enkel in gebruik bij de Lutherse Kerk. Oorspronkelijk werden er ook katholieke diensten in gehouden. Als enige houten kerkgebouw van na 1870 in Sleeswijk-Holstein is de kerk sinds 1988 een beschermd monument.

## Vuurtoren

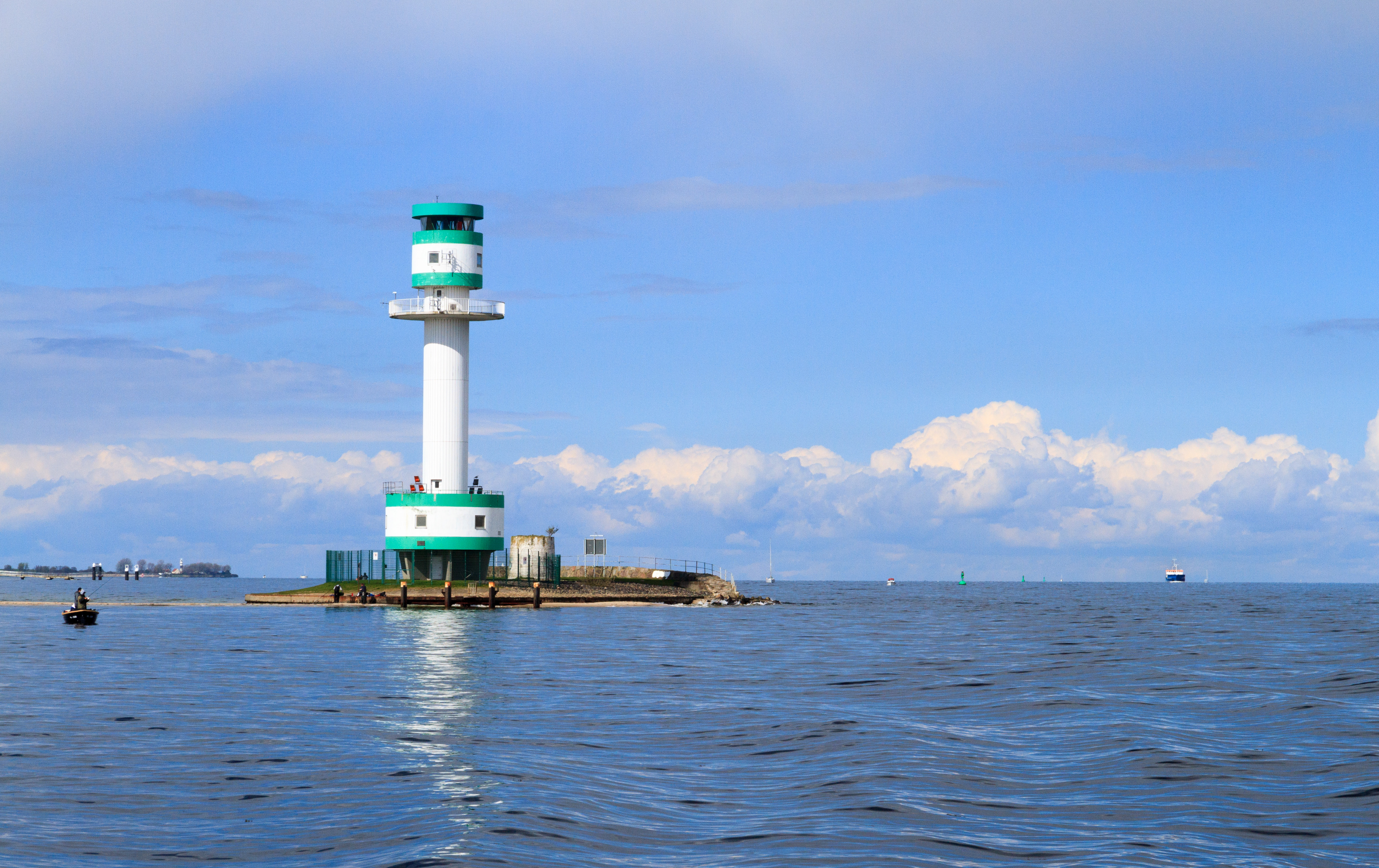
Huidige vuurtoren van Friedrichsort

Opvallend punt in het dorp is de vuurtoren. De huidige toren, 31,7 meter hoog, dateert uit 1971. Deze vervangt een ouder exemplaar uit 1866. De oude toren bleef tot 1973 naast zijn opvolger staan, de fundamenten zijn nog aanwezig. De eerste toren verving een vuurbaken dat sinds 1815 in gebruik was. De toren staat aan de Friedrichsorter Enge, het smalste deel van de Kieler Fjord. Het is een baken voor de toegang tot de haven van Kiel én het begin van het Noord-Oostzeekanaal. De vuurtoren is een beschermd monument.